# Gesomyrmex miegi
Espèce
Gesomyrmex miegi est une espèce fossile d'insectes Hyménoptères de la famille des Formicidae (les fourmis), et dans le genre Gesomyrmex. 
Cette espèce est déclarée nomen dubium des Formicidae depuis 2009.

## Classification
L'espèce Gesomyrmex miegi est décrite en 1937 par le paléontologue français Nicolas Théobald (1903-1981),. 

### Fossiles
Le spécimen holotype R75 ♂ et son associé R639 ♀ viennent de la collection Mieg, du musée de Bâle. Ces insectes viennent des terrains sannoisiens de la localité de Kleinkembs de la commune d'Efringen-Kirchen en pays de Bade, en Allemagne, juste à côté de la frontière franco-allemande du Rhin, au sud-est de l'Alsace.

### Nomen dubium
Selon Paleobiology Database en 2022, cette espèce est déclarée nomen dubium de la famille des Formicidae depuis 2009 par les entomologistes Gennady Mikhaïlovitch Dlussky (d) et al.  et repris par le myrmécologue anglais Barry Bolton (1938-) en 2012.

## Description

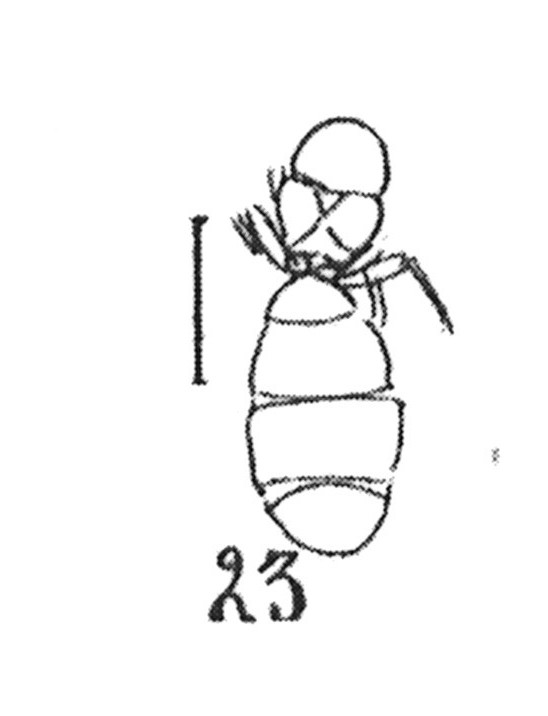
Gesomyrmex miegi N. Théobald 1937 holotype éch. R639 ♀ x2,7 p.211 pl XIV Hyménoptères du Sannoisien de Kleinkembs.

### Caractères
La diagnose de Nicolas Théobald de 1937,. 

« Insecte brun noirâtre, pattes brunes, ailes légèrement jaunâtres à nervures jaunes. Tête manque ; thorax fort, arrondi à l'avant ; mésonotum large, de forme subhexagonale, aux coins arrondis, occupe toute la largeur du thorax ; scutellum trapézoïdal, arrondi à l'arrière. On voit par transparence sur R75 les sternites. Métanotum en forme de triangle curviligne ; pleurites visibles en face du scutellum. Pétiole formé d'un seul segment noueux, portant une écaille. Abdomen ovoïde. Quatre segments bien visibles dans R639, six segments dans R75 ♂ ; cloaque en forme d'entonnoir et cilié. Pattes allongées, tibias III avec éperon simple. Ailes longues, dépassant l'abdomen, une c. discoïdale fermée, stigma étroit et allongé. ».

### Dimensions
La longueur de l'aile est de 6,75 mm, la longueur du thorax de 3 mm, celle du pétiole de 0,25 mm et celle de l'abdomen de 3,5 mm.

### Affinités
« Cette espèce est représentée par toute une série d'échantillons : 353, 745, 194, 325, 311, 197, 37, 15, 838, 810, 746, 258 de même taille. Elle se distingue de Gesomyrmex hoernesi Mayr de l'ambre de la Baltique par son abdomen globuleux. ».

## Biologie
Le genre Gesomyrmix se rencontre actuellement dans les régions indomalaises.
Les espèces vivantes sont arboricoles et construisent généralement des nids dans les brindilles des arbres.

## Galerie
- Quelques espèces vivantes du genre Gesomyrmex.
- Gesomyrmex chaperi spé. casent0102086 de profil.
- NHMMPE1997-29 Gesomyrmex germanicus.
- Gesomyrmex howardi spé. casent0102384 de profil.
- Gesomyrmex pulcher spé. SMFMEI10999.

### Publication originale
- [1937] Nicolas Théobald, « Les insectes fossiles des terrains oligocènes de France 473 p., 17 fig., 7 cartes,13 tables, 29 planches hors texte », Bulletin Mensuel de la Société des Sciences de Nancy et Mémoires de la Société des sciences de Nancy, Imprimerie G. Thomas,‎ 1937, p. 1-473 (ISSN 1155-1119 et 2263-6439, OCLC 786027547). .